# Gateau
Gateau är ett svenskt livsmedelsföretag med inriktning på bröd och bakverk, numera ägt av Fazer. Gateau har ett bageri i Slakthusområdet i Stockholm och ett i Lund.
Gateau har butiker i Stockholmsregionen, Uppsala och Skåne i Sverige.

## Historik
Företaget grundades 1937 som ett konditori på Södermalm i Stockholm. Gateau övertogs i början av 1970-talet av Kay Carlsson som lade grunden till det bageri Gateau är idag. Företaget såldes 1981 till Claes Christenson som i sin tur sålde det vidare till Fazer 2011.
År 1989 öppnade företaget via ett dotterbolag nattklubben Sturecompagniet och ägde den fram till 1996 då den såldes till följd av Stureplansmorden.
År 2017 öppnade Gateau i Finland.